# أعلام الإمبراطورية الإيرانية
أعلام الإمبراطورية الإيرانية (بالإنجليزية: Imperial Standards of Iran) هي الأعلام الرسمية الشخصية التي تُمثل أفراد العائلة المالكة في إيران، وتحديدًا الشاهنشاه، ,الشهبانو وولي العهد. اُعتمدت في بداية عام 1971.
كان العلم الرسمي للشاهنشاه يتكوّن من حقل أزرق فاتح يتضمن علم إيران في الزاوية العلوية اليسرى، وشعار الدولة البهلوية في الوسط. وكان يتوَّج الشعار بتاج بهلوي، الذي صُنع خصيصًا لتتويج رضا شاه عام 1926.
كان اللون الأزرق الفاتح هو لون العائلة الإمبراطورية، وكان زيّ الحرس الإمبراطوري يتضمن هذا اللون للدلالة على ولائهم.

العلم الإمبراطوري للشاهنشاه الإيراني.
العلم الإمبراطوري للشاهبانو.
العلم الإمبراطوري لولي عهد إيران.

## التاريخ

### سلالة القاجار
| العلم | التاريخ   | ملاحظات                                               |
| ----- | --------- | ----------------------------------------------------- |
|       | 1848–1906 | علم ناصر الدين شاه القاجاري ومظفر الدين شاه القاجاري. |
|       | 1906–1910 | علم أحمد شاه القاجاري.                                |
|       | 1910–1925 | علم أحمد شاه القاجاري.                                |

### السلالة البهلوية
| العلم | التاريخ   | ملاحظات             |
| ----- | --------- | ------------------- |
|       | 1926–1971 | علم رضا شاه.        |
|       | 1926–1971 | علم محمد رضا بهلوي. |
|       | 1926–1971 | علم شهبور من إيران. |